# Aulamorphus punctatus
Aulamorphus punctatus es un coleóptero de la familia Chrysomelidae. Fue descrita científicamente por primera vez en 1926 por Laboissiere.